# كاتسويوكي كوندو
كاتسويوكي كوندو. خبير في فنون القتال ياباني. تلقى شهادة كيوجو ديري في فن دايتو ريو أيكي جوجيتسو من تاكيدا سوكاكو  في عام 1974.
كوندو هو السلطة على كين جوتسو وفن الخط.

## سيرة
ولد عام 1945 في طوكيو.  بدأ تدريبه في ديتو-ريو أيكي جوجيتسو كطالب رئيسي للتاكيدا سوكاكو، هوسونو تسونيجيرو، وفي عام 1961 حصل على أول تعليمة من تاكيدا توكيمون  في دوجو هوسونو. بعدها أصبح طالب ليوشيدا كوتارو، الذي كان مدرب يمثل (كيوجو ديري) تحت تاكيدا سوكاكو. في عام 1964، أسس نادي للأيكيدو في معهد للتكنولوجيا تشيبا مع يوشيدا كوتارو كمستشارا. في يوليو 1966، أصبح كوندو طالب مباشر لتاكيدا توكيمون ومنذ تلك اللحظة، بدأ القيام بزيارات دورية إلى هوكايدو لأخذ مباشرة مدير ديتو-ريو. قام  كوندو بدعوة توكيمون لطوكيو للتدريس في مناسبات مختلفة. لقد واصل تدريبه مع توكيمون لمدة ثلاثين عاما.
في نوفمبر 1970 أسس كوندو دوجو خاصة به، بعد أربع سنوات، في عام 1974 تاكيدا توكيمون أعطى شهادة لكوندو كمعلم ممثل لمدير (سوك كيوجو ديري). في أكتوبر عام 1982، نقل كوندو دوجو الخاصو به إلى الطابق الثالث للعمارة الجديدة لشركته وسماها «شيمبوكان».

## المصدر
1. 1 2  Katsuyuki Kondo نسخة محفوظة 01 يونيو 2013 على موقع واي باك مشين.
2. ↑  History Kondo Katsuyuki (daito-ryu.org) نسخة محفوظة 05 يونيو 2017 على موقع واي باك مشين.